# Memorial Air Show
Memorial Air Show (M.A.S.) na Letišti Roudnice je mezinárodní přehlídka letecké techniky. Provozovatelem je Aeroklub Memorial Air Show ve spolupráci s řadou institucí, organizací, měst a obcí. Akce je tematicky zaměřená na významná výročí v letectví a s ním souvisejícími historickými vojenskými událostmi. Pořádá se každý lichý rok jako bienále, tedy jednou za dva roky. Součástí přehlídky jsou ukázky historických leteckých strojů.

## Historie

### Vznik
Myšlenka pořádat tuto přehlídku letecké techniky vznikla po sametové revoluci v roce 1990 jako poděkování bývalým vojenským pilotům Royal Air Force (RAF) z II. světové války. Záměr uvedl do praxe Vlastimil Dvořák, který se stal vůdčí osobností této akce. První ročník v roce 1991 měl za cíl morálně rehabilitovat ty, kteří bojovali za svobodu proti nacistickému totalitnímu režimu. Na tento 1. ročník přehlídky, který se konal 17. až 18. června 1991 připutovali do Roudnice nad Labem nejdříve čeští veteráni z RAF, kteří žili na území České republiky. Mezi pozvanými byli František Fajtl, Antonín Liška, František Chábera a Alois Šiška. V září 1991 se na Pražském hradě a v Paláci kultury odehrávala druhá část setkání, kdy z Londýna připutovali veteráni z celého světa a byli prezidentem republiky Václavem Havlem rehabilitováni. Václav Havel se pak několika následných ročníků M.A.S. osobně rád účastnil. Podporovateli Memorial Air Show se stali již od počátku předseda vlády Petr Pithart i ministr národní obrany Luboš Dobrovský. Díky této podpoře akce hned od počátku přesáhla místní význam a stala se mezinárodní událostí. Název akce vymyslel Karel Sedláček, který spojil anglická slova air (vzduch) a show (podívaná). Název se ujal a stal se značkou akce. Na rozdíl od Leteckých dnů s Květy apod., které zachovávaly charakter čistě leteckých dnů, Memorial Air Show se stal letecko-společenskou záležitostí. Mottem 1. přehlídky se stalo: „Poděkování zemi České a těm, co za ní bojovali“. V roce 1991 bylo roudnické letiště po sametové revoluci úplně první, které uvítalo na svém nebi legendární letoun Spitfire jako symbol svobody. Členové roudnického aeroklubu tak založili tradici leteckých dnů na českých letištích.

### Akt usmíření
Původním záměrem pořadatelů nebylo pořádat takovou přehlídku periodicky, nicméně došlo na myšlenku pozvat bývalé nepřátele pilotů RAF a udělat „Usmíření zbraní pod Řípem“. V roce 1995 bylo 50. výročí od ukončení II. světové války. Záměr konat opět M.A.S. zaujala prezidenta Václava Havla i Luboše Dobrovského, který nechali na Pražský hrad pozvat velvyslance 19 států, se kterými chtěli pořadatelé M.A.S. navázat spolupráci při uskutečnění tohoto aktu usmíření. Ovšem záměr ještě nebyl zralý k uskutečnění. Až v roce 1997 vznikl na Aeroklubu M.A.S. pomník s pamětní deskou všem, kteří válčili na nebi II. světové války bez ohledu na to, ze které strany konfliktu byli. K pozvání veteránů z celého světa došlo až za prezidenta Václava Klause v roce 2005, který se za toto setkání všech veteránů postavil. S výjimkou německých pilotů se však nedochovaly dokonalé seznamy pilotů, kteří za II. světové války létali. Podmínkou pro veterány bylo, aby byli ještě mentálně a fyzicky schopni se M.A.S. zúčastnit. Další podmínkou bylo, aby za konkrétním veteránem byl skutečný velký příběh. Mezi těmito veterány za americkou stranu byl i dvakrát sestřelený pilot bombardéru B-17 Robert „Rosie“ Rosenthal podle jehož příběhu byl natočen i film Twelve O'Clock High (Na dvanácté hodině) s Gregorym Peckem v hlavní roli. Na roudnickém letišti veteránům pak prezident Václav Klaus předal pamětní medaile a na roudnické radnici se oficiálně uskutečnil akt „Usmíření zbraní pod Řípem“.

### Události během 15 ročníků
Během 15. ročníků se na přehlídce vystřídalo mnoho strojů a je možné říci, že prakticky všechna letadla, která se zúčastnila bojů II. světové války a jsou ještě provozuschopná, bylo možné při M.A.S. vidět. Byl mezi nimi i letoun Boeing B-17 Flying Fortress, který přilétl z Anglie, jeden z posledních, který ještě létá. Letoun se pak objevil i v seriálu Zdivočelá země, který režíroval Hynek Bočan. K vidění bylo i historické obojživelné letadlo Catalina, ve kterém při M.A.S. se proletěl osobně i prezident Václav Havel. Kromě historických strojů se však M.A.S. zúčastnily i současné stroje, mj. kolmo startující letouny Harrier, naposledy v roce 2005. Poté byly tyto Harriery vyřazeny z provozu. Dalšími současnými stroji, které byly k vidění na přehlídce, byly F 16 či A 10.
Kromě roku 2003 se na M.A.S. nestaly žádné mimořádné události. Když v roce 2003 v závěru přehlídky odlétal do Berlína stroj Douglas DC-3 zvaný Dakota plný lidí, chytl motor. Řídící věž bezpečně stroj navedla na přitávací dráhu, avšak unikající hořící palivo ukáplo na suchou trávu, která se vzňala. Avšak hasiči, kteří byli na místě v pohotovosti okamžitě požár uhasili. Díky včasnému zásahu k tragédii, kdy by letadlo s téměř třiceti lidmi na palubě vybouchlo, nedošlo. Dokonce ani diváci si, díky vysoké profesionalitě všech zúčastněných, tohoto incidentu nevšimli. Bezpečnostní opatření se při M.A.S. kladou na první místo. Dakota nakonec na roudnickém letišti strávila další tři měsíce než z Berlína byl dovezen nový motor a stroj mohl odlétnout.
Při M.A.S. se provádí také letecká akrobacie. Vystupovali zde jak letečtí akrobati, tak i akrobatky na křídlech. Například Martin Šonka, mistr světa v letecké akrobacii Petr Biskup aj. Vystřídali se zde postupně prakticky všichni mistři letecké akrobacie, kteří jsou v České republice, včetně Ivana Tučka, který později tragicky zahynul. Létali zde Petr Jirmus i Martin Stáhalík.

### Přehlídka v roce 2022
V roce 2021 se M.A.S. nekonala z důvodu pandemie covidu-19. V pořadí 16. přehlídka byla odložena až na 25. – 26. června 2022. Pořádalo jej Letiště Roudnice nad Labem ve spolupráci s městem Roudnice nad Labem. V roce 2022 oslavila Memorial Air Show 30. výročí od první M.A.S., která se konala v roce 1991. Dalším významným výročím, které bylo 80. výročí od založení 313. československé stíhací peruťe RAF v roce 1941 a 110. výročí od narození generála Františka Chábery. V rámci přehlídky proběhlo také mistrovství letecké akrobacie větroňů. K vidění byla vidět i letecká akrobacie v podání Red Bull aerobatic team, který je nástupnickým týmem Chrudimské čtyřky, kterou vedl Jiří Tlustý a po něm Radka Máchová. Výrazné bylo v roce 2022 zastoupení vrtulníků. Vystoupila zde skupina 16 vrtulníků Robinson pod vedením Antonína Kabely. Vojenský vrtulník Sokół předvedl záchranné akce, dále vrtulník Mi-24 i Mi-17. Objevil se i cvičný vrtulník Enstrom 480 v němž letěl J. Špaček a nechyběl ani vrtulník Cobra. Armáda ČR ukázala stroje značky Gripen, dále Alca L-159 a stroj značky CASA. Leteckou akrobacii předvedli Martin Šonka, Petr Biskup a Miloš Ramer. Parašutisté předvedli při seskoku náročné skupinové sestavy. V historické části bylo možné již po třetí v Roudnici nad Labem vidět dvoumotorový stroj OV-10 Bronco, který přiletěl z Francie. Měl dvě vystoupení, jedno akrobatické a druhé, při němž ze stroje vyskočili čtyři roudničtí parašutisté. Při přehlídce bylo možné vidět historické válečné stroje jako je stíhací letoun Sea Fury, stroje Jak 11, Texan, bombardér Mitschell B-25 a stíhačka Corsair F4. Bylo možné vidět celkem 36 letounů. Divácký prostor byl na roudnickém letišti zúžen na prostor 300 metrů, takže letadla bylo možné vidět z veliké blízkosti i přes náročnost manévrů. Zároveň si diváci mohli z bezprostřední blízkosti, za dodržení bezpečnostních podmínek, prohlédnout odstavená letadla.
Sobotní interaktivní program pro děti s Petrem Vackem, Magdou Reifovou, Janem Čenským či Ivanou Andrlovou byl připraven již od 10 hodin. Od 12 hodin proběhl koncert Lucie Bílé. Návštěvníky potěšil i Aleš Cibulka se svou talk show nebo kapela Pozdní sběr. Vlastní program M.A.S. začal ve 14 hodin a pokračoval až do 18 hodin. V rámci M.A.S. byla pro návštěvníky vydána také tiskovina Roudnické letecké listy, kde se nacházel program přehlídky, články o letectví a soutěž. Výhodnou bylo, že návštěvníci mohli parkovat přímo na letišti. Vyhlídkové lety pro návštěvníky poskytovaly po celý den čtyři vrtulníky Robinson. Součástí M.A.S. je tzv. hangár párty, tj. večerní setkání pilotů s lidmi, které při všech ročnících trvalo obvykle až do půlnoci. Memorial Air Show se stala jedinečnou tím, že zde byla vždy blízkost vystavených strojů a diváků. Organizátoři měli od počátku záměr, aby mezi statickou stojánkou (odstavným prostorem pro letecké stroje) a diváky nebyla žádná, nebo jen minimální vzdálenost. Další ročník M.A.S. je plánovaný podle principu lichých roků na rok 2023.